# WASP-34
WASP-34, también llamada Amansinaya,  es una estrella similar al Sol de tipo espectral G5V con 1,01 veces la masa y 0,93 veces el diámetro del Sol. Gira sobre su eje cada 34±15 días, lo que indica una edad aproximada de 6.700 millones de años. Alberga al menos un exoplaneta.
En 2019, la UAI anunció, como parte de NameExoWorlds, que WASP-34 y su planeta WASP-34b recibirían nombres oficiales elegidos por escolares de Filipinas. La estrella se llama Amansinaya, en honor a Aman Sinaya, una de las dos deidades trinitarias de la mitología tagala filipina, y es la deidad primordial del océano y protectora de los pescadores. El planeta WASP-34b se llama Haik. Haik es el sucesor del primordial Aman Sinaya como dios del mar de la mitología tagalo filipina.

## Sistema planetario
WASP-34 alberga un planeta en tránsito descubierto en 2011 por el programa Wide Angle Search for Planets. Se trata de un Júpiter caliente, con poco más de la mitad de la masa de Júpiter y que tarda tan solo 4,3 días en completar una órbita. Se descubrió que el color planetario es más rojizo que el de otros Júpiter calientes, lo que sugiere una composición química peculiar. El planeta presenta una gran diferencia de temperatura medida entre el lado diurno (1185 ± 47 K) y el lado nocturno (726 ± 119 K).
Existe una tendencia de velocidad radial de largo período, lo que evidencia la presencia de un objeto masivo orbitando a mayor distancia. Un estudio de 2014 sugiere la presencia de un objeto con al menos 15 veces la masa de Júpiter a una distancia de 5 UA.
| Planeta           | Masa     | Semieje mayor (UA) | Periodo orbital (días) | Excentricidad | Inclinación  | Radio |
| ----------------- | -------- | ------------------ | ---------------------- | ------------- | ------------ | ----- |
| b / Haik          | 0.583 MJ | 0.0521 ± 0.0012    | 4.3176782(45)          | <0.025        | 85.2 ± 0.2 ° | ?     |
| c (no confirmado) | 14.96 MJ | 5.05               | 4093                   | ~0            | - °          | ?     |